# Patasaari (ö i Päijänne-Tavastland)
Patasaari är en ö i Finland. Den ligger i sjön Päijänne och i kommunen Sysmä i den ekonomiska regionen  Lahtis ekonomiska region  och landskapet Päijänne-Tavastland, i den södra delen av landet, 140 km norr om huvudstaden Helsingfors. Öns area är 0,9 hektar och dess största längd är 130 meter i öst-västlig riktning.